# Hudiksvall (đô thị)
Đô thị Hudiksvall (Hudiksvalls kommun) là một đô thị nằm ở hạt Gävleborg, đông trung bộ Thụy Điển. Thủ phủ là thành phố Hudiksvall.
Đô thị hiện tại đã được lập năm 1971 khi thành phố Hudiksvall đã được hợp nhất với 4 đô thị nông nghiệp xung quanh. Các năm 1952 và 1965, các cuộc sáp nhập đã được thực hiện, giảm số lượng đơn vị hành chính trực thuộc đô thị này.

## Các đơn vị trực thuộc
Số liệu vào thời điểm năm 2000, từ Số liệu thống kê Thụy Điển
- Hudiksvall 15 325 (2002)
- Iggesund, 3444
- Delsbo, 2284
- Enånger, 724
- Friggesund, 599
- Sörforsa,1540